# Phokeng
Phokeng is een plaats in de Zuid-Afrikaanse provincie Noordwest. Onder de blanke Zuid-Afrikanen stond de plaats bekend als Magatostad.

## Etymologie
De naam Phokeng komt van het Tswana woord Phoka (dauw) en betekent dus Plaats van dauw.

## Geschiedenis
Phokeng is een van de vele Tswana dorpen in de Noordwest provincie die werden gesticht door de Tswana na jarenlange omzwervingen als gevolg van oorlogen eind 18e - begin 19e eeuw. Eerst als gevolg van de Mfecane en later als gevolg van de veroveringsoorlogen door de Afrikaners.
Tegen het midden van de 19e eeuw leefden de meeste Tswana verspreid over het gebied, werkend voor de Afrikaner boeren. Enkele stamhoofden begonnen, met behulp van een Duits missiegenootschap, fondsen in te zamelen om land te kopen en opnieuw stamgebieden op te richten. Phokeng was het grootste en bekendste van deze dorpen in toenmalig Transvaal. Bijzonder aan deze dorpen was dat ze in 'bezit' waren van de dorpelingen, door middel van trusts bestuurd door de missionarissen en de hoofdmannen. Toen er dan ook platina werd ontdekt in de bodem onder Phokeng, kon het dorp een deel van de opbrengst opeisen.
Phokeng (en omgeving) werd opgenomen in de Wet op Naturellengrond van 1913 en werd daarmee eigenlijk een 'reservaat', dat later opging in het thuisland Bophuthatswana.

## Sport
Het Royal Bafokengstadion is gelegen in Phokeng. Het werd gebouwd voor het Wereldkampioenschap rugby 1995. Na het wereldkampioenschap rugby is het stadion vooral gebruikt voor voetbal. Tijdens het Wereldkampioenschap voetbal 2010 zijn er zes wedstrijden gespeeld, waaronder een kwartfinale.